# Jobagionowie
Jobagionowie (chorw. jobagioni, łac. iobagiones, węg. jobbágyok) – średniowieczna warstwa społeczna w Królestwie Węgier, której członkowie pełnili służbę wojskową w zamian za królewskie przywileje.
Warstwa ta wykształciła się za rządów Stefana I Świętego. Jej członkowie byli nazywani także jobagionami grodowymi (łac. iobagiones sancti regis) lub wolnymi świętego króla (łac. liberi sancti regis). Byli ludźmi wolnymi i zwolnionymi z płacenia danin, pełniąc w zamian służbę wojskową i ochraniając grody królewskie. Spośród nich wykształciła się drobna szlachta Królestwa Węgier. Przykładem szlachty o rodowodzie jobagiońskim była szlachta Turopolja.
Termin ten, jako wieloznaczny, był również używany w odniesieniu do chłopstwa pańszczyźnianego.